# Liste de peintures de Jules-Alexis Muenier
Cette liste de tableaux recense les œuvres peintes sur toile conservées ou identifiées de l'artiste peintre Jules-Alexis Muenier (1863-1942).

## Liste des œuvres
| Image | Titre                                  | Date de conception | Support                                               | Dimensions (H x L) | Lieu d'exposition                | Réf.  |
| ----- | -------------------------------------- | ------------------ | ----------------------------------------------------- | ------------------ | -------------------------------- | ----- |
|       | Le Montciel, à Coulevon                |                    | Huile sur toile                                       | 55 × 82 cm         | Musée Jean-Léon Gérôme de Vesoul | .     |
|       | La Conversation                        | 1887               | Huile sur toile                                       | 160 × 136 cm       | Musée Jean-Léon Gérôme de Vesoul | [ 3 ] |
|       | L’Abreuvoir (Soir de septembre)        | 1908               | Huile sur toile                                       | 150 × 155 cm       | Musée Jean-Léon Gérôme de Vesoul | [ 3 ] |
|       | Sur la porte (Paysanne franc-comtoise) | 1892               | Huile sur toile                                       | 172 × 133 cm       | Musée Jean-Léon Gérôme de Vesoul | [ 3 ] |
|       | Soir d'été                             | 1914               | Huile sur toile                                       | 147 × 115 cm       | Musée Jean-Léon Gérôme de Vesoul | [ 3 ] |
|       | Portrait de Mlle Marie Ardin           | 1885               | Huile sur toile                                       | 80 × 53 cm         | Musée Jean-Léon Gérôme de Vesoul | [ 3 ] |
|       | La Leçon de clavecin                   | 1909 - 1911        | Huile sur toile                                       | 131 × 107 cm       | Musée Jean-Léon Gérôme de Vesoul | [ 3 ] |
|       | La Leçon de piano                      | Avant 1909         | Huile sur toile, esquisse                             |                    | Musée Jean-Léon Gérôme de Vesoul | [ 3 ] |
|       | Portrait de Geneviève Muenier          | Vers 1930          | Huile sur bois                                        | 35 × 29,5 cm       | Musée Jean-Léon Gérôme de Vesoul | [ 3 ] |
|       | Roses trémières                        | 1891               | Huile sur toile                                       | 207 × 93 cm        | Musée Jean-Léon Gérôme de Vesoul | [ 3 ] |
|       | Villefranche au crépuscule             | 1893               | Huile sur toile                                       | 210 × 202 cm       | Musée Jean-Léon Gérôme de Vesoul | [ 3 ] |
|       | Les Éteules                            | 1884               | Huile sur toile                                       | 22 × 41 cm         | Musée Jean-Léon Gérôme de Vesoul | [ 3 ] |
|       | Lever de lune à Pontcey                |                    | Huile sur toile                                       | 27 × 21 cm         | Musée Jean-Léon Gérôme de Vesoul | [ 3 ] |
|       | Lavandière                             | 1912               | Huile sur toile libre, étude pour Les laveuses        | 27,5 × 30 cm       | Musée Jean-Léon Gérôme de Vesoul | [ 3 ] |
|       | Paysan                                 | 1898               | Huile sur toile libre, étude pour Retour des champs   | 43 × 30 cm         | Musée Jean-Léon Gérôme de Vesoul | [ 3 ] |
|       | Jeune Bergère tricotant                | 1911               | Huile sur toile libre, étude pour La bergère          | 45,5 × 37,5 cm     | Musée Jean-Léon Gérôme de Vesoul | [ 3 ] |
|       | Le Train départemental                 |                    | Huile sur toile, esquisse                             | 82 × 65 cm         | Musée Jean-Léon Gérôme de Vesoul | [ 3 ] |
|       | Faucheur                               | 1909               | Huile sur toile, étude pour L’orage qui monte         | 46 × 38 cm         | Musée Jean-Léon Gérôme de Vesoul | [ 3 ] |
|       | Lavandière                             | 1910               | Huile sur toile, étude pour Petite Laveuse            | 38 × 46 cm         | Musée Jean-Léon Gérôme de Vesoul | [ 3 ] |
|       | À l’ombre                              | 1887               | Huile sur toile, étude pour La Conversation           | 82 × 65 cm         | Musée Jean-Léon Gérôme de Vesoul | [ 3 ] |
|       | La Grand-Mère                          |                    | Huile sur toile, étude pour Une belle histoire (1935) | 46 × 38 cm         | Musée Jean-Léon Gérôme de Vesoul | [ 3 ] |
|       | Paysage de bord de Saône               |                    | Huile sur toile                                       | 65,5 × 54,5 cm     | Musée Jean-Léon Gérôme de Vesoul | [ 3 ] |